# Rik D'hiet
Rik D'hiet (1965) is een Vlaams scenarist.
D'hiet is een alumnus van het Brusselse HRITCS.
Hij schreef televisiescenario's voor onder meer de televisieseries Recht op Recht, Flikken (het vijfde tot en met het achtste seizoen) en Het goddelijke monster en de langspeelfilms Zot van A. uit 2010 van Jan Verheyen en Marina uit 2013 van Stijn Coninx. D'hiet is bedenker en scenarist van de televisieserie De Ridder.
D'hiet is voorzitter van de raad van bestuur van deAuteurs, de beheersvennootschap die de auteursrechten int en verdeelt in opdracht van Nederlandstalige auteurs actief in België in de domeinen "audiovisueel", "podiumkunsten", "literatuur" en "strip en illustratie". Daarnaast doceert hij scenarioschrijven aan het Rits, tegenwoordig onderdeel van de Erasmushogeschool Brussel.

## Erkenning
Het vijfde seizoen van Flikken kreeg in 2004 de Joseph Plateauprijs voor het beste televisiedrama. Voor zijn bijdrage aan het zevende seizoen van Flikken kreeg D'hiet op het filmfestival van Brussel in 2006 de SACD-prijs voor de beste televisiescenarist.
Voor de film Marina uit 2013 van Stijn Coninx kregen hij en Coninx in 2014 een Ensor Beste Scenario uitgereikt op het Filmfestival Oostende. Ook dat jaar was hij samen met Ilse Somers laureaat van de ANV-Visser Neerlandia-prijs voor scenario voor From Addis Ababa.
- Gemeinsame Normdatei: 1120440130
- Virtual International Authority File: 45148120738494791650
- WorldCat: E39PBJcKFBYgtMmk9tDxDf3G73